# 영광 내산서원 강감회요목판
영광 내산서원 강감회요목판(靈光 內山書院 綱鑑會要木板)은 대한민국 전라남도 영광군 불갑면 영광 내산서원에 있는, 조선시대 숙종 28년(1702)에 새긴 강감회요 책판이다. 1999년 7월 5일 전라남도의 유형문화재 제213호로 지정되었다.

## 개요
『강감회요』는 조선 중기의 문신이자 정유재란 때의 의병장인 수은 강항(姜沆,1567∼1618)이 중국의 역사서인『자치통감』과『통감강목』을 보완, 정리한 것이다. 숙종 28년(1702)에 새긴 것으로, 목판은 총 642매이다.
강항은 1593년 문과에 급제하여 교서관정자, 공조와 형조의 좌랑 등을 지냈다. 정유재란 때 왜적의 포로가 되어 일본으로 끌려갔다가 그곳에서 후지와라, 아카마쓰 등과 친분을 나누며 그들에게 학문적인 영향을 주었다. 그후 그들의 도움으로 포로생활에서 풀려나 귀국하였고, 여러 벼슬에 임명되었으나 스스로 죄인이라 하여 나아가지 않았다. 그가 죽은 후 이조판서에 추증되었고, 내산서원에 모셔졌다.
연대가 오래 되고 인쇄본은 국립중앙도서관에서 보관하고 있는 1권 뿐으로, 그 가치가 크다. 현재 전남 영광군 소재 내산서원에서 소장하고 있다.

## 같이 보기
- 내산서원

## 참고 문헌
- 영광내산서원강감회요목판 - 국가유산청 국가유산포털